# Stefan (título)
Stefan (en serbio cirílico: Стефан, españolizado: Esteban) fue un nombre adoptado por todos los gobernantes de la Casa de Nemanjić del Reino de Serbia en la época medieval. El nombre deriva del griego Stephanos, que significa "coronado con corona de flores (stephos)". Todos los gobernantes de Serbia después de Stefan Prvovenčani ("el primer coronado") añadieron el nombre de Stefan (en español Esteban) antes de sus nombres de nacimiento al ascender al trono, como una manera de honrar a los primeros gobernantes de su dinastía, Stefan Nemanja y Stefan Prvovenčani. 
Stefan Nemanja, que veneraba a San Esteban como su santo patrón, era descendiente de la Casa Vojislavljević, gobernantes de Zahumlia. La Casa Nemanjić lleva su nombre, y produjo 11 monarcas serbios entre 1166 y 1371, cada uno de los cuales utilizó Stefan como parte de su nombre de reinado. La casa es por tanto, también conocida como "dinastía Stefan". Ya que todos los monarcas posteriores de la dinastía lo utilizaron, el nombre asumió un significado simbólico. Se convirtió en parte inseparable de la monarquía, y todos los aspirantes al trono denotaron su pretensión real mediante la adopción del nombre. Algunos gobernantes reinaron con nombres dobles: Stefan Nemanja, Stefan Radoslav, Stefan Vladislav, y Stefan Uros, mientras Prvovenčani y Dečanski son epítetos, no nombres. La naturaleza exacta de Dragutin y Milutin -nombres o apodos- no está demostrada. Sin embargo, a diferencia de los nombres de Nemanja, Radoslav, Vladislav, Uros, e incluso Dušan, nunca aparecen en las fuentes oficiales contemporáneas. Por lo tanto apodos como Prvovenčani y Dragutin se utilizan simplemente para ser diferenciados, ya que Stefan era su nombre oficial.
En 1345, Stefan Uroš IV Dušan de Serbia asumió el título imperial de zar, instaurando el Imperio serbio.

## Lista de monarcas serbios con el título de Stefan
- Stefan Nemanja (1166–1196)
- Stefan Nemanjić (1196–1228)
- Stefan Radoslav (1228 – 1233)
- Stefan Vladislav (1233-1243)
- Stefan Uroš I (1243–1276)
- Stefan Dragutin (1276–1282)
- Stefan Milutin (1282–1321)
- Stefan Dečanski (1321–1331)
- Stefan Dušan (1331–1355)
- Stefan Uroš V (1346-1371)